# Protaetia ruteriana
Protaetia ruteriana är en skalbaggsart som beskrevs av Miksic 1965. Protaetia ruteriana ingår i släktet Protaetia och familjen Cetoniidae. Inga underarter finns listade i Catalogue of Life.